# Physaria tumulosa
Physaria tumulosa är en korsblommig växtart som först beskrevs av Rupert Charles Barneby, och fick sitt nu gällande namn av O'kane och Al-shehbaz. Physaria tumulosa ingår i släktet Physaria och familjen korsblommiga växter. Inga underarter finns listade i Catalogue of Life.